# Eva Domínguez
Eva Domínguez Martín (Barcelona, 1970) es periodista multimedia, investigadora, profesora universitaria y consultora especializada en formas de narrativa emergente y periodismo inmersivo.

## Biografía
Licenciada en Periodismo en 1993 por la Universidad Autónoma de Barcelona, en 1999 obtuvo un máster (Interactive Telecommunications Program) por la Universidad de Nueva York, gracias a una beca de La Caixa y después se doctoró en Comunicación en la Universidad Ramon Llull con la primera tesis existente sobre periodismo inmersivo. Es profesora asociada en la Universidad Pompeu Fabra y ha alternado su carrera profesional en medios de comunicación, como El Periódico de Catalunya y La Vanguardia (edición digital), y empresas digitales con la investigación. Aparte de trabajar para otros en la creación y dirección de proyectos digitales, Domínguez también ha desarrollado proyectos propios. 
Destaca NUSHU (anteriormente conocido como 'Newskid'), un servicio de periodismo para niños con realidad aumentada y realidad virtual, reconocido por Google con una ayuda a la innovación y en Finlandia con dos sellos a la calidad pedagógica. Domínguez fundó la start up 'Minushu' para desarrollar narrativas con estas tecnologías que tuvo que cerrar en el 2020, durante la pandemia de Covid19. 
Domínguez es experta en narrativa inmersiva, siendo la autora de la tesis doctoral Periodismo inmersivo. Fundamentos para una forma periodística basada en la interfaz y en la acción, con la que se doctoró en el año 2013. Entre sus obras publicadas se encuentra su investigación doctoral, Periodismo inmersivo. La influencia de la realidad virtual y del videojuego en los contenidos informativos (2013), Microperiodismos (2012) y Microperiodismos II (2013), en coautoría con Jordi Pérez Colomé, y Máster en Manhattan (2013), donde relata su experiencia en Nueva York.
En la actualidad sigue produciendo narrativas en web y con realidad aumentada para diversas empresas y organizaciones a través de Immersive Creatures, actividad que combina con la de mentoría y dirección de proyectos. En Immersive Creatures ha iniciado un nuevo proyecto orientado al público infantil, IVANANI, que recoge el legado de NUSHU. La primera aventura en realidad aumentada tiene lugar dentro de la exposición IMPERIUM, del Museo de Arqueología de Catalunya en Barcelona.
Ha participado como ponente en numerosas conferencias y jornadas especializadas, tanto a nivel nacional como internacional, donde ha compartido su experiencia en narrativa digital e inmersiva. También ha dado una charla TEDx celebrada en Igualada, en la que expuso el potencial de la narrativa inmersiva para comprender el mundo.